# 蔣冕
蔣冕（1463年—1532年），字敬之，號敬所，又號湘皋、湘原。廣西承宣布政使司桂林府全州（今廣西全州縣全州鎮北門一帶）人。明朝弘治、正德兩朝及嘉靖前期重要政治人物，累官戶部尚書兼謹身殿大學士，為内阁首辅。

## 生平
成化十三年（1477年）舉丁酉科广西鄉試第一，成化二十三年（1487年）與兄蔣昪同登進士，列會試第十一名，二甲十一名，選庶吉士，授翰林院編修。弘治十三年，歷司經局校書。
正德中，累官至吏部左侍郎，改掌詹事府，典誥敕，進禮部尚書，仍掌詹事府事。正德十一年（1516年），入閣為文淵閣大學士，參贊機務。十二年，改為武英殿大學士，加太子太傅。十四年扈帝南征還，加太子少傅兼太子太傅、戶部尚書、謹身殿大學士。
正德十六年（1521年），明武宗駕崩，蔣冕協助楊廷和協誅江彬，并參與迎封明世宗。世宗即位后，議定策功，加封伯爵，蔣冕堅持辭退。改為廕錦衣世指揮，又辭去。於是改為廕五品文職，仍進一階。御史張鵬疏評大臣賢否，請求罷免蔣冕。御史趙永亨亦詆毀石珤不能掌管吏部。蔣冕、石珤遂求辭去。朝廷大臣商議稱此不平，而諸位給事中、御史俱稱不可去。世宗於是命鴻臚寺下諭請留，并再下詔嘉獎，隨後兩人重新起用。嘉靖三年，世宗遣官在江南織造，命蔣冕起草敕書。蔣冕以江南受災，而上疏請止，世宗不聽，敕書亦久不進呈。世宗責其違慢，冕引罪而止。
大禮議事件，蔣冕堅持此前的世宗為武宗之后人說法，與楊廷和等人一同與世宗力爭，因反對世宗為生父立廟被奪職削官。嘉靖十二年七月卒於家，年七十。隆慶初年（1568年）敕令複官，諡文定。

## 著作
著作有《湘皋集》、《瓊台詩話》等。

## 家族
曾祖蔣貫，刑部員外郎；祖父蔣安；父蔣良，知縣。嫡母郭氏；生母陳氏。慈侍下。兄蒋昺、蒋昪（同科进士）、蒋昇、蒋昱。弟蒋冔。

## 延伸阅读
- 徐階《光禄大夫柱國少傅兼太子太傅户部尚書謹身殿大學士贈少師謚文定敬所先生蔣公墓誌銘》

[在维基数据编辑]
 《國朝獻徵錄·卷之十五》，出自焦竑《國朝獻徵錄》
 《明史卷一百九十》，出自《明史》

### 引用
1. ↑  （明）张朝瑞. . 《续修四库全书》史部第828册.
2. ↑  鲁小俊，江俊伟著. . 武汉：武汉大学出版社. 2009: 256–258. ISBN 978-7-307-07043-1.
3. ↑  ［清］张廷玉等，《明史》（卷190）：蔣冕，字敬之，全州人。兄昇，南京戶部尚書，以謹厚稱。冕舉成化二十三年進士，選庶吉士，授編修。弘治十三年，太子出閤，兼司經局校書。
4. ↑  ［清］张廷玉等，《明史》（卷190）：正德中，累官吏部左侍郎，改掌詹事府，典誥敕，進禮部尚書，仍掌府事。冕清謹有器識，雅負時望。十一年命兼文淵閣大學士，預機務。明年改武英殿，加太子太傅。近倖冒邊功，大行陞賞，冕及梁儲亦廕錦衣世千戶。兩人力辭，乃改文廕。帝之以威武大將軍行邊也，冕時病在告，疏諫曰：「陛下自損威重，下同臣子，倘所過諸王以大將軍禮見，陛下何辭責之？曩睿皇帝北征，六軍官屬近三十萬，猶且陷於土木。今宿衞單弱，經行邊徼，寧不寒心？請治左右引導者罪。」不報。十四年扈帝南征還，加少傅兼太子太傅、戶部尚書、謹身殿大學士。帝崩，與楊廷和協誅江彬。
5. ↑  ［清］张廷玉等，《明史》（卷190）：世宗即位，議定策功，加伯爵，固辭。改廕錦衣世指揮，又辭。乃廕五品文職，仍進一階。御史張鵬疏評大臣賢否，請罷冕。御史趙永亨詆石珤不可掌銓衡。冕、珤遂求去。朝議不平，諸給事、御史皆言其不可去。帝乃命鴻臚諭留，再下優詔，始起視事。嘉靖三年遣官織造江南，命冕草敕。冕以江南被災，具疏請止，帝不從，敕亦久不進。帝責其違慢，冕引罪而止。
6. ↑  ［清］张廷玉等，《明史》（卷190）：“「大禮」議起，冕固執為人後之說，與廷和等力爭之。帝始而婉諭，繼以譙讓，冕執議不回。及廷和罷政，冕當國，帝愈欲尊崇所生。逐禮部尚書汪俊以怵冕，而用席書代之，且召張璁、桂萼。物情甚沸，冕乃抗疏極諫曰：「陛下嗣承丕基，固因倫序素定。然非聖母昭聖皇太后懿旨，與武宗皇帝遺詔，則將無所受命。今既受命於武宗，自當為武宗之後。特兄弟之名不容紊，故但兄武宗，考孝宗，母昭聖，而於孝廟、武廟皆稱嗣皇帝，稱臣，稱御名，以示繼統承祀之義。今乃欲為本生父母立廟奉先殿側，臣雖至愚，斷斷知其不可。自古人君嗣位謂之承祧踐阼，皆指宗祀而言。禮為人後者惟大宗，以大宗尊之統也，亦主宗廟祭祀而言。自漢至今，未有為本生父母立廟大內者。漢宣帝為叔祖昭帝後，止立所生父廟於葬所。光武中興，本非承統平帝，而止立四親廟於章陵。宋英宗父濮安懿王，亦止即園立廟。陛下先年有旨，立廟安陸，與前代適同，得其當矣。豈可既奉大宗之祀，又兼奉小宗之祀。夫情既重於所生，義必不專於所後，將孝、武二廟之靈安所托乎！竊恐獻帝之靈亦將不能安，雖聖心亦自不能安也。邇者復允汪俊之去，趣張璁、桂萼之來，人心益駭。是日廷議建廟，天本晴明，忽變陰晦，至暮風雷大作。天意如此，陛下可不思變計哉？」因力求去。帝得疏不悅，猶以大臣故，優詔答之。未幾，復請罷建廟之議，且乞休，疏中再以天變為言。帝益不悅，遂令馳傳歸，給月廩、歲夫如制。”
7. ↑  ［清］张廷玉等，《明史》（卷190）：冕當正德之季，主昏政亂，持正不撓，有匡弼功。世宗初，朝政雖新，而上下扞格彌甚，冕守之不移。代廷和為首輔僅兩閱月，卒齟齬以去，論者謂有古大臣風。明倫大典成，落職閒住，久之卒。隆慶初復官，諡文定。
8. ↑  龚延明主编. . 宁波: 宁波出版社. 2016. ISBN 978-7-5526-2320-8. 《天一閣藏明代科舉錄選刊.登科錄》之《成化二十三年進士登科錄》